# Enzo Moser
Enzo Moser (Palù di Giovo, 5 november 1940 - aldaar, 25 juli 2008) was een Italiaans wielrenner. De oudere broer van Francesco Moser was wielerprof van 1962 tot en met 1967. Daarna was Enzo Moser nog een aantal jaren actief als ploegleider.
Op 25 juli 2008 kwam hij te overlijden door een ongeval met een tractor.

## Palmares
1962
- Ronde van Trentino

## Resultaten in voornaamste wedstrijden
| Jaar | Ronde van Italië | Ronde van Frankrijk | Ronde van Spanje |
| ---- | ---------------- | ------------------- | ---------------- |
| 1962 |                  |                     |                  |
| 1963 | 22e              |                     |                  |
| 1964 | 22e              |                     |                  |
| 1965 | 27e              |                     |                  |

| Jaar | Milaan-San Remo | Ronde van Lombardije |
| ---- | --------------- | -------------------- |
| 1962 | 73e             | 11e                  |
| 1963 |                 | 35e                  |
| 1964 | 66e             |                      |
| 1965 | 41e             |                      |